# Albrecht von Sachsen-Lauenburg
Albrecht (auch: Albert) von Sachsen-Lauenburg (* 1384; † 20. März 1421 in Grohnde) war Domherr in Münster.

## Leben

### Herkunft und Familie
Albert von Sachsen-Lauenburg entstammte dem Uradelsgeschlecht der Askanier und war der Sohn des Herzogs Erich IV. von Sachsen-Lauenburg und dessen Gemahlin Sophia von Braunschweig, Tochter des Herzogs Magnus von Braunschweig.
Alberts Geschwister waren
- Erich V. († 1435), Herzog von Sachsen-Lauenburg
- Johann IV. († 1414), Herzog von Sachsen-Lauenburg
- Magnus (1390–1452), Bischof von Hildesheim und Kammin
- Bernhard II. († 1463), Herzog von Sachsen-Lauenburg
- Otto († vor 1431)
- Agnes († vor 1415), ⚭ Graf Albrecht II. von Holstein († 1403)
- Agnes († um 1435), ⚭ Herzog Wartislaw VIII. von Pommern (1373–1415)
- Katharina († um 1448), 1. ⚭ Fürst Johann VII. von Werle († 1414), 2. ⚭ Herzog Johann IV. von Mecklenburg († 1422)
- Sophie (1395–1462), ⚭ Herzog Wartislaw IX. von Pommern († 1457)

### Wirken
Albert absolvierte ein Studium in Erfurt und wird im Jahre 1406 als Domherr zu Münster urkundlich erwähnt. Er besaß auch Kanonikate in Köln und Hildesheim. Hier war er seit dem Jahre 1414 als Domscholaster tätig und zugleich Propst in der Pfarrkirche St. Moritz in Hildesheim. Albert kam in der Schlacht bei Grohnde im Jahre 1421, bei der sich der Herzog von Braunschweig und der Bischof von Hildesheim feindlich gegenüber standen, zu Tode. Die Truppen des Herzogs nahmen die bischöfliche Burg Grohnde ein.
Nach Alberts Tod bewarb sich Johannes von Bevern um die Dompräbende.